# 1 en 2 Samuel
De boeken 1 en 2 Samuel (Hebreeuws: שמואל) zijn onderdelen van de Hebreeuwse Bijbel. De boeken vormen het derde en vierde boek van de Profeten (Hebreeuws: Newie'iem) in de Tenach en volgen op Rechters. In het christelijke Oude Testament vormen ze het negende en tiende boek en volgen ze op Ruth, dat tussen Rechters en 1 en 2 Samuel in is komen te staan. Samen met 1 en 2 Koningen vertellen de boeken Samuel over de opkomst en ondergang van de monarchie in Israël.

## Indeling en naamgeving
1 en 2 Samuel vormen een enkel boek en in de oorspronkelijke Hebreeuwse tekst staat de slotmasora pas aan het einde van 2 Samuel 24. De Griekse vertaling, de Septuagint, splitste het boek in twee delen (mogelijk vanwege de lengte) en de Vulgaat en andere vertalingen hebben dat voorbeeld gevolgd. Deze indeling van Samuel in twee delen is later weer door veel gedrukte Hebreeuwse edities overgenomen.
De vertalers van de Septuagint beschouwden de boeken van Samuel en Koningen als een geheel en noemden dit De boeken van het koninkrijk. Deze indeling werd door de vertalers van de Vulgaat overgenomen, maar dan onder de titel De boeken van de koningen. De twee boeken van Samuel noemden zij de eerste twee boeken van Koningen, en niet, zoals in de protestantse edities, het eerste en tweede boek van Samuel. Ze erkenden echter beide indelingen: Liber Primus Samuelis, quem nos Primum Regum dicimus. Het is onder Rooms-Katholieke schrijvers gebruikelijk om met 1 en 2 Samuel de Hebreeuwse tekst aan te duiden, in andere gevallen gebruiken zij 1 en 2 Koningen.

## Auteurschap en naamgeving
Volgens de Talmoed Baba Batra heeft de profeet Samuel "zijn boek" geschreven. Samuel kan echter niet de (enige) auteur zijn omdat 1 Samuel 25 over zijn dood vertelt (nog voor het koningschap van David). Volgens de klassieke rabbinale opvatting werden slechts de eerste 24 hoofdstukken door Samuel geschreven en de rest door de profeten Gad en Natan. Dit wordt ook ondersteund door 1 Kronieken 29:29: "De geschiedenis van koning David is van begin tot eind opgetekend in de geschriften van de ziener Samuel, de profeet Natan en de schouwer Gad". Gad zou dan ook degene zijn die verantwoordelijk is voor de huidige vorm.
Tegenwoordig gaat men er meestal van uit dat er sprake is van een deuteronomistische geschiedenis: de boeken Jozua, Rechters, 1 en 2 Samuel en 1 en 2 Koningen vormen een theologische eenheid en zijn het resultaat van een redactieproces dat eindigde in de 6e eeuw v.Chr. De deuteronomistische redacteurs maakten gebruik van bestaand materiaal en oudere overleveringen die zij samenvoegden en waar nodig redigeerden of aanvulden.

## Structuur en bronnen
Het boek Samuel bestaat voor het grootste deel uit proza. Zowel aan het begin van het boek als aan het eind vinden we echter een poëtische passage. In het begin is dat het loflied van Hanna (1 Sam. 2:1-10) en aan het eind een overwinningslied van David (2 Sam. 22:2-23-7). In beide liederen komen thema's terug die in de rest van het boek een rol spelen.
Verder bestaat het boek uit een collectie van oudere overleveringen en verhalen die tot een geheel samengevoegd zijn. Deze oudere verhalen zijn niet los van elkaar overgeleverd, maar vormden voordat zij in Samuel werden opgenomen al een aantal vaste verzamelingen van verhalen. Deze verhalencomplexen werden al eerder samengesteld, elk met een eigen bedoeling. De deuteronomistische redacteur heeft deze verhalencomplexen waarschijnlijk grotendeels ongewijzigd overgenomen, zonder te proberen ze met elkaar in overeenstemming te brengen. Hierdoor zijn er over een aantal gebeurtenissen verschillende overleveringen in Samuel terechtgekomen. Voorbeelden zijn de dubbele verhalen over de aanstelling van Saul tot koning, over Goliat en over de manier waarop David aan Sauls hof terechtkomt. Dit beeld van het boek Samuel als een lappendeken van verhalencomplexen die op hun beurt weer uit min of meer losstaande verhalen bestaan, is met name ontwikkeld onder invloed van de bronnenkritiek. Hoewel deze theorie een aantal eigenaardigheden in het boek, zoals herhalingen, een aantal inconsequenties en het wisselende standpunt over de monarchie (zie verderop) kan verklaren, is ze niet zonder problemen. Alle informatie over de veronderstelde oudere bronnen is indirect en daarnaast zijn er bepaalde eigenschappen van de tekst die volgens sommige uitleggers op het gebruik van verschillende bronnen duiden terwijl dezelfde eigenschappen volgens anderen juist duiden op een zekerheid eenheid van de tekst.
Over de vraag welke bronnencomplexen in Samuel onderscheiden kunnen worden en waar de verschillende complexen precies beginnen en eindigen, is geen overeenstemming. De meeste uitleggers onderscheiden in ieder geval:
- de geschiedenis van de ark van het verbond (1 Samuel 4-7 en mogelijk ook nog 2 Samuel 6)
- de geschiedenis van de opkomst van David (1 Samuel 16 t/m 2 Samuel 5 of 8)
- de geschiedenis van de troonopvolging van David (2 Samuel 9 t/m 20 en 1 Koningen 1-2).

Daarnaast worden soms nog de verhalen over de geboorte, jeugd en roeping van Samuel (1 Samuel 1-3) en de verhalen over Samuel en Saul in Mispa en Rama (o.a. 1 Samuel 12 en 15) als bij elkaar horende verhalencomplexen gezien. Mogelijk vormde de "appendix" (2 Samuel 21 t/m 24) ook een bestaande verzameling verhalen. Deze laatste hoofdstukken van 2 Samuel bevatten een aantal losse verhalen die door de deuteronomistische redacteur midden in het verhalencomplex over de troonopvolging van David ingevoegd zijn. Omdat Rechters eindigt met een aantal losstaande verhalen heeft men later mogelijk gemeend dat dit een goede plek was om het boek Samuel te laten sluiten, zodat het boek net als Rechters met een aantal appendices zou eindigen. Hierdoor wordt het verhaal over de troonopvolging nu niet alleen door een aantal losse verhalen onderbroken maar ook door de overgang van het boek Samuel naar het boek Koningen.

### De troonopvolging van David
Het verhalencomplex over de troonopvolging van David bestaat uit 2 Samuel 9 t/m 20 en 1 Koningen 1 en 2. In deze verhalen staat de kwestie van de troonopvolging centraal: wie van Davids zonen zal hem opvolgen als koning? De verhalen zijn uitvoerig en gedetailleerd. Anders dan bij het verhalencomplex over Davids opkomst wordt er geen bijzonder fraai beeld van David gegeven. Zo wordt er bijvoorbeeld in 2 Samuel 11:1 verteld dat David in het voorjaar, "de tijd waarin koningen gewoonlijk ten strijde trekken", zijn leger eropuit stuurt, maar hij zelf thuis blijft (wat in schril contrast staat met de wens van de Israëlieten in 1 Samuel 8:20: een koning die "voor hen uittrekt en hen voorgaat in de strijd"). Verder speelt hij eigenlijk nauwelijks een actieve rol bij de verschillende gebeurtenissen waarover deze verhalen gaan. Sommige uitleggers zijn van mening dat het hier om historische verhalen gaat, die korte tijd na de beschreven gebeurtenissen opgetekend zijn door iemand uit Davids hofhouding. Anderen menen dat het eerder om politieke propaganda gaat, mogelijk geschreven tijdens de regering van Salomo om Salomo's koningschap te legitimeren.

## Inhoud
De boeken Samuel vertellen de geschiedenis van Israëls laatste rechter, Samuel, en van de overgang van het rechterstijdperk naar het koningschap, eerst onder Saul en daarna onder koning David. De regering van Davids opvolger Salomo, de splitsing van het koninkrijk in het zuidelijke koninkrijk Juda en het noordelijke koninkrijk Israël en de rest van de geschiedenis van deze koninkrijkjes tot aan de ballingschap, wordt verteld in de boeken 1 en 2 Koningen die op 1 en 2 Samuel volgen.
Een korte schematische indeling:
1. 1 Samuel 1-3: de geboorte, jeugd en roeping van Samuel
2. 1 Samuel 4-6: de omzwervingen van de Ark
3. 1 Samuel 7-12: Israël vraagt en krijgt een koning
4. 1 Samuel 13-31: Sauls ondergang en Davids opkomst
5. 2 Samuel 1-8: David koning over Israël
6. 2 Samuel 9-20: de troonopvolging van David
7. 2 Samuel 21-24: Appendices

### Samuel (1 Samuel 1 t/m 3)
Een kinderloze getrouwde vrouw, Hanna, vraagt tijdens een bezoek aan het heiligdom in Silo in een gebed aan God of hij haar een zoon wil geven. Als dat gebeurt, zo belooft ze, zal ze het kind aan God geven. Haar gebed wordt verhoord, ze krijgt een zoon die ze Samuel noemt en als hij oud genoeg is brengt ze hem naar Silo. Het heiligdom in Silo, waar de Ark van het Verbond staat, wordt beheerd door de priester Eli en zijn twee corrupte zonen, en bij hen groeit Samuel op. Op een nacht hoort Samuel de stem van God en hij ontvangt een openbaring. Alles wat hij van God geopenbaard krijgt gaat in vervulling en Samuel groeit uit tot een profeet met gezag in heel Israël.

### De ark in Filistijnse handen (1 Samuel 4 t/m 6)
De Israëlieten zijn in oorlog met de Filistijnen en om een overwinning af te dwingen besluit men om de ark uit Silo te halen en naar het legerkamp te brengen. De Israëlieten lijden echter een zware nederlaag waarbij 30.000 man omkomen. Ook de zonen van Eli komen om, en de ark wordt door de Filistijnen buitgemaakt. Als Eli het bericht over de dood van zijn zonen en de buitgemaakte ark ontvangt, valt hij van de bank waarop hij zit en hij breekt zijn nek.
De ark brengt de Filistijnen ondertussen weinig goeds. Als de ark in een tempel van Dagan in de plaats Ashdod wordt gezet, valt het beeld van Dagan van zijn sokkel. Vervolgens krijgen de inwoners van Asdod last van aambeien. In andere Filistijnse steden waar de ark vervolgens naartoe wordt gebracht gaat het niet veel anders. Uiteindelijk besluiten de Filistijnen de ark aan de Israëlieten terug te geven. De ark komt eerst in Bet-Semes terecht. Hoewel de Israëlieten in Bet-Semes blij zijn dat de ark weer terug is, sterven er zeventig inwoners van de stad omdat ze naar de ark gekeken hebben. Hierop wordt de ark naar Kirjat-Jearim gebracht.

### Koning Saul (1 Samuel 7 t/m 15)
Als Samuel ouder wordt en zijn zonen ongeschikt blijken om hem op te volgen, vragen de Israëlieten hem een koning aan te stellen, zoals bij de omliggende volken. Samuel gaat met tegenzin akkoord en op aanwijzing van God zalft hij de boerenzoon Saul tot koning, een keuze die later in het openbaar door het lot bevestigd wordt. Sauls eerste daad als koning is een ontzetting van de Israëlische stad Jabes die door de Ammonieten bezet wordt.
Nadat Sauls zoon Jonatan een Filistijnse wachtpost verslaat, trekt een groot leger Filistijnen ten aanval tegen de Israëlieten. Terwijl het leger van de Israëlieten teruggedreven wordt bevindt Saul zich in Gilgal, waar hij op Samuel wacht. Wanneer Samuel na de afgesproken zeven dagen niet komt opdagen besluit Saul om zelf het brandoffer te brengen in plaats van te wachten tot Samuel dat komt doen. Als Samuel vervolgens arriveert verwijt hij Saul dat deze zich niet aan Gods gebod heeft gehouden en dat zijn koningschap daarom niet zal standhouden.
Saul krijgt op een gegeven moment via Samuel de opdracht van God om de Amalekieten te verslaan. Hij moet hierbij de ban toepassen, wat wil zeggen dat alle vijanden (inclusief vrouwen en kinderen) gedood moeten worden, evenals al hun vee en dat al hun bezittingen vernietigd moeten worden. In het bijzonder mogen de Israëlieten zelf geen buit maken. Wanneer Saul en zijn leger de Amalekieten verslagen hebben, laten zij de vijandelijke koning echter in leven en ook houden ze vee als buit voor zichzelf. Hierop laat Samuel Saul weten: U hebt de opdracht van de Heer verworpen; daarom verwerpt hij u als koning.

### Saul en David (1 Samuel 16 t/m 31)
Samuel gaat, in opdracht van God, naar Bethlehem, waar hij David, een jonge schaapherder, in het geheim tot koning zalft. Saul heeft inmiddels last van een geest die hem regelmatig kwelt. Zijn dienaren gaan op zoek naar iemand die voor hem op de lier kan spelen om zo zijn sombere buien te verlichten. Ze komen uit bij David (behalve zijn familie weet niemand dat hij door Samuel tot koning is gezalfd) en David komt in dienst bij Saul als muzikant en wapendrager.
De Filistijnen trekken weer tegen Israëlieten ten oorlog. De legers van de Israëlieten en Filistijnen slaan hun kamp op tegenover elkaar op de hellingen van een vallei. Terwijl de twee legers daar bivakkeren komt er telkens een grote Filistijn, Goliath, naar voren die vanuit het dal de Israëlieten beledigt en hen uitdaagt iemand te sturen die het tegen hem op durft te nemen in een tweegevecht. David bezoekt zijn broers die in het leger van Saul dienen en hij neemt het tegen deze Goliath op. Hij raakt Goliath met een slinger tegen het hoofd, waarop Goliath dood neervalt. Saul benoemt David vervolgens tot legeraanvoerder.
David heeft succes als legeraanvoerder en hij wordt steeds populairder bij het volk. Hij trouwt met Sauls dochter Michal en raakt bevriend met Sauls zoon Jonatan. Saul wordt ondertussen steeds jaloerser op David en hij probeert David via een list uit de weg te ruimen, maar zonder succes. Wanneer Saul openlijk aangeeft dat hij David dood wil hebben, probeert Jonatan hem nog om te praten. De situatie loopt echter al gauw uit de hand en David vlucht met hulp van zijn vrouw, Sauls dochter Michal.
David is nu voortvluchtig en terwijl hij met een groep getrouwe mannen rondzwerft en vlucht voor Saul krijgt hij onder andere hulp van Jonatan, de priester Abimelech en de koning van Moab. Bij twee gelegenheden krijgt David de kans om ongemerkt zo dicht bij Saul te komen dat hij hem zou kunnen vermoorden, maar beide keren doet hij dit niet. Beide keren krijgt Saul spijt van zijn vijandigheid tegenover David, maar lang duurt dat niet.
Uiteindelijk zoeken David en zijn mannen hun toevlucht bij de Filistijnen waar ze het stadje Siklag toegewezen krijgen om zich te vestigen. Wanneer de Filistijnen weer tegen de Israëlieten ten oorlog trekken, gaat David in eerste instantie mee, maar omdat men bang is dat hij en zijn mannen zich tegen de Filistijnen zullen keren wordt hij weer naar Siklag teruggestuurd. Saul maakt zich zorgen over de komende oorlog met de Filistijnen en hij bezoekt de geestenbezweerster van Endor. Zij roept de geest van Samuel (die inmiddels niet meer leeft) op en die laat Saul weten dat hij de oorlog zal verliezen en samen met zijn zonen om zal komen. Dat gebeurt ook: wanneer zijn zonen inmiddels gedood zijn en Saul zelf ook in handen van de vijand dreigt te vallen, pleegt hij zelfmoord.

### Koning David (2 Samuel 1 t/m 10)
David wordt nu in Hebron door de Judeeërs tot koning over Juda gekozen en Sauls zoon Isboset wordt door de overige Israëlieten tot koning over (de rest van) Israël benoemd. Het komt tot een strijd tussen de legers van de beide koningen. Het leger van Isboset wordt aangevoerd door Abner, dat van David door Joab. De Judeeërs winnen, maar de broer van Joab, Abisai, wordt door Abner gedood.
De strijd tussen het huis van David en dat van Saul blijft doorgaan, waarbij David steeds meer de overhand krijgt. Isboset, de koning van Israël, is weinig meer dan een marionet van de bevelhebber Abner. Op een gegeven moment neemt Abner contact met David op, en hij biedt aan om ervoor te zorgen dat David ook koning over Israël wordt. Joab weet Abner echter door een list te doden als wraak voor Joabs broer Abisai die door Abner gedood werd. Niet veel later wordt Isboset vermoord door twee van zijn officieren. De Israëlieten roepen David nu ook tot koning over Israël uit - het hele land is nu weer verenigd, onder het koningschap van David.
David verovert Jeruzalem op de Jebusieten en maakt van deze stad zijn residentie. Hij neemt nog meer vrouwen en concubines. Tweemaal verslaat hij de Filistijnen en hij brengt de ark, die nog steeds in Kirjat-Jearim stond, naar Jeruzalem waar hij haar in een tent in de Davidsburcht plaatst. David wil ook een 'huis' (tempel) voor de ark bouwen, maar hij krijgt van de profeet Natan te horen dat hij dat niet moet doen. In plaats daarvan krijgt hij van God de belofte dat zijn koningshuis eeuwig zal bestaan, dat wil zeggen: dat er altijd een nakomeling van David op de troon zal zitten. David behaalt het ene militaire succes na het andere, het land wordt in alle richtingen uitgebreid en de verschillende buurvolken worden onderworpen.

### Het begin van Davids neergang (2 Samuel 11 t/m 20)
Op een dag ziet David ene Batseba een bad nemen. Zij is de vrouw van Uria de Hethiet, een bevelhebber in Davids leger. David laat uitzoeken wie zij is, laat haar naar het paleis komen en heeft gemeenschap met haar. Batseba wordt zwanger. Om problemen te voorkomen laat David Uria naar huis roepen in de hoop dat hij ook gemeenschap met zijn vrouw heeft en zal denken dat het komende kind van hem is. Uria wil echter niet thuis slapen zolang het oorlog is en hij brengt de nacht door in een gebouw van het paleis. Hierop geeft David zijn opperbevelhebber Joab de opdracht Uria in de voorste linies op een gevaarlijke plek op te stellen en ervoor te zorgen dat hij gedood wordt. Dat gebeurt, en als de tijd van rouw voorbij is neemt David Batseba tot vrouw.
De profeet Natan vertelt David namens God dat David voor het overspel met Batseba en voor de moord op Uria gestraft zal worden. Voortaan zal er altijd moord en doodslag in zijn koningshuis zijn en het kind dat hij en Batseba kregen zal sterven. Het kind sterft inderdaad. David verwekt bij Batseba vervolgens nog wel een tweede kind: Salomo.
De eerste problemen binnen het koningshuis blijven niet lang uit. Amnon, de eerstgeboren zoon van David en Achinoam, wordt verliefd op zijn halfzuster Tamar, een dochter van David en Maächa. Met een list zorgt hij ervoor dat hij alleen met haar kan zijn en hij verkracht haar. Wanneer David en Tamars volle broer Absalom hiervan horen zijn ze kwaad, maar ze ondernemen geen actie. Dat doet Absalom wel: een paar jaar later vermoordt hij Amnon tijdens een feest. Vervolgens vlucht Absalom naar het buitenland. Na verloop van tijd mag Absalom weer in Jeruzalem komen wonen, en hoewel David hem eerst niet wil ontmoeten, leggen ze het uiteindelijk bij.
Enkele jaren later beraamt Absalom een samenzwering tegen David. Wanneer hij zich in Hebron op listige wijze tot koning laat uitroepen schaart de meerderheid van Israël zich achter hem. De Judeeërs, Davids hofhouding en de koninklijke garde blijven David trouw. David ontvlucht met zijn getrouwen Jeruzalem en Absalom vestigt zich vervolgens in die stad. Enige tijd later raken de legers van David en Absalom slaags, waarbij het leger van David de overwinning behaalt en Absalom wordt gedood. De Israëlieten die zich eerder achter Absalom geschaard hadden aanvaarden David nu weer als koning en David keert terug naar Jeruzalem. Nog voordat David in Jeruzalem arriveert ontstaat er echter alweer onenigheid tussen de Judeeërs en de Israëlieten, en de laatsten komen onder leiding van een zekere Seba weer in opstand tegen David. De opstand wordt neergeslagen door Joab.

### Appendices (2 Samuel 21 t/m 24)
De laatste hoofdstukken van het boek bevatten een aantal losse teksten. Het verhaal van David wordt weer opgevat in 1 en 2 Koningen, waar we lezen hoe de inmiddels bejaarde David zijn zoon Salomo tot koning aanstelt. Ten slotte sterft David - hij heeft dan veertig jaar als koning geregeerd.
We vinden in de laatste hoofdstukken van 2 Samuel onder andere een lied dat aan David toegeschreven wordt en een aantal verhalen over 'Davids 30 helden'. In ieder geval een van deze verhalen speelt zich nog af tijdens de periode van Davids vlucht voor Saul.
Ten slotte volgt in hoofdstuk 24 nog het verhaal over de volkstelling. Het verhaal begint met de opmerking dat God kwaad is op Israël, maar waarom dat zo is, wordt niet vermeld. God zorgt ervoor dat David een volkstelling laat houden. Pas als de telling afgerond is beseft David dat hij hiermee een grote zonde beging (ook hier ontbreekt het waarom). De straf die God Israël vervolgens oplegt bestaat uit een uitbraak van de pest. Nadat de pest het hele land door is geweest en op het punt staat Jeruzalem te bereiken, bedenkt God zich en hij laat de engel die de pest verspreidt halt houden. Op de plaats waar dat gebeurt bouwt David een altaar. Het verhaal heeft een etiologisch karakter: de oorspronkelijke overlevering van het verhaal had mogelijk tot doel te verklaren waarom er een altaar ergens buiten Jeruzalem stond. Het element van de volkstelling als een hoogmoedige en zondige daad van David maakt dat verhaal aansluit bij het grotere verhalencomplex over de neergang van David.

## Het boek Samuel en het koningschap
1 Samuel beschrijft de profeet Samuel als de laatste van een serie rechters die voor het merendeel in Rechters beschreven worden. Hij wordt hierbij in de traditie van de zogenaamde kleine rechters geplaatst (1 Samuel 7:15-17). Hoewel hij zijn zonen ook als rechters aanstelde, bleken zij ongeschikt. Het volk vraagt daarom aan Samuel om een koning aan te stellen, waarop Samuel na enige aarzelingen Saul als koning aanstelt. Hiermee komt een einde aan de tijd van de rechters, in ieder geval althans van hun rol in de Bijbel. Ze worden opgevolgd door koningen enerzijds en profeten anderzijds. Zowel Mozes, Jozua als de rechters verenigden de wereldlijke (militaire) en religieuze leiding over het volk telkens in één persoon. Dat verandert nu: vanaf nu zullen de profeten Gods woord en het religieuze gezag vertegenwoordigen en de koningen het wereldlijke gezag.
Sommige teksten in Samuel zijn koningsgezind terwijl andere juist duidelijk anti-monarchaal zijn. In de verhalen over de opkomst van Saul bijvoorbeeld kunnen de volgende pro- en anti-monarchale passages onderscheiden worden:
- 8:1 - 8:22: Het volk vraagt om een koning: anti-monarchaal
- 9:1 - 10:6: Een pro-monarchale versie van de aanstelling van Saul als koning
- 10:17 - 10:27: Een anti-monarchale versie van de aanstelling van Saul als koning
- 11:1 - 11:15: Een verhaal over Sauls hulp aan Jabes: pro-monarchaal
- 12:1 - 12:25: Samuels afscheidsrede waarin hij voor het koningschap waarschuwt: anti-monarchaal

Over de reden en oorsprong van deze wisselende houding ten opzichte van het koningschap zijn verschillende theorieën naar voren gebracht. Martin Noth was van mening dat de positieve passages al in de door de deuteronomistische historicus gebruikte verhalencomplexen voorkwamen en dat de negatieve passages door de deuteronomistische historicus zelf toegevoegd waren (wiens doel het immers was te verklaren waarom de Babylonische ballingschap plaatsvond: het koningschap vormde voor hem slechts een nieuwe stap in de neergang van Israël, de neergang die uiteindelijk tot de ballingschap zou leiden).
Frank Moore Cross en anderen breidden de theorie van de deuteronomistische geschiedenis uit tot die van de dubbele redactie. Een eerste editie van de deuteronomistische geschiedenis zou geschreven zijn tijdens de periode van het koningschap (mogelijk tijdens de godsdiensthervorming onder de regering van Josia). Deze editie was optimistisch over het koningschap. Later, tijdens of na de ballingschap, werd deze editie door een andere redacteur aangevuld met informatie over de laatste koningen en de ballingschap. Deze redacteur voegde ook de passages toe die negatief staan tegenover het koningschap.
Het is mogelijk dat de wisselende houding ten opzichte van het koningschap ook een weerspiegeling is van de sociale en maatschappelijke spanning die de overgang van een gedecentraliseerde stammensamenleving naar een gecentraliseerde monarchie met zich meebracht. Deze centralisatie van de macht betekende een grote verandering en had zowel voordelen als nadelen op zowel economisch, maatschappelijk als religieus gebied. De gecompliceerde en soms paradoxale houding die de boeken Samuel (en, in mindere mate, ook de rest van de deuteronomistische geschiedenis) laten zien ten opzichte van het koningschap zouden het resultaat kunnen zijn van sociale spanningen en ontwikkelingen.

## Relatie met andere boeken
Het boek Samuel volgt op Ruth in de christelijke canon en op Richteren in de Hebreeuwse.
Doordat de auteurs met gedeeltelijk dezelfde bronnen werkten, bestaat er veel overlap tussen 2 Samuel en 1 Kronieken. Het is opmerkelijk dat het gedeelte over Davids zonde met Batseba ontbreekt in het corresponderende gedeelte in 1 Kronieken 20.